# Слободский сельсовет (Краснополянский район)
Слободский сельсовет — упразднённая административно-территориальная единица, существовавшая на территории Московской губернии и Московской области в 1925—1954 годах.
Слободский сельсовет был образован 23 ноября 1925 года в составе Коммунистической волости Московского уезда Московской губернии путём выделения из Владыкинского с/с.
По данным 1926 года в состав сельсовета входили деревни Бескудниково (в Бескудниковском с/с) и Слободка.
В 1929 году Слободский с/с был отнесён к Коммунистическому району Московского округа Московской области. При этом к нему был присоединён Владыкинский (селение Владыкино) с/с.
27 февраля 1935 года Слободский с/с был передан в Мытищинский район.
4 января 1939 года Слободский с/с был передан в новый Краснополянский район.
14 июня 1954 года Слободский с/с был упразднён. При этом его территория была передана в Бибиревский сельсовет.